# Huayllacayán (distrito)
Huayllacayán é um distrito peruano localizado na Província de Bolognesi, departamento Ancash. Sua capital é a cidade de Huayllacayán.

## Transporte
O distrito de Huayllacayán não é servido pelo sistema de estradas terrestres do Peru.